# Йоан I Скопски
Йоан (на гръцки: Ιωάννης) е православен духовник, скопски митрополит в началото на XIII век.

## Биография
В 1204 годна на скопската катедра е българският униатски епископ Марин. След това Скопие може би попада във владенията на Стрез, а след смъртта му в 1214 година - в ръцете на епирския деспот Теодор Комнин, който вероятно поставя Йоан на катедрата в Скопие в 1217 година. Йоан е подчинен на Охридската архиепископия.
Йоан е в Скопие при прогласяването на автокефалността на Сръбската църква в 1219 година. По него охридският архиепископ Димитър Хоматиан изпраща своя протест до провъзгласилия се за архиепископ Сава Сръбски. Йоан е все още на катедрата в 1220 година.